# منتخب هونغ كونغ لكرة السلة
منتخب هونغ كونغ لكرة السلة هو ممثل هونغ كونغ الرسمي في المنافسات الدولية في كرة السلة. ينتمي إلى منطقة الاتحاد الآسيوي لكرة السلة. انضم إلى الاتحاد الدولي لكرة السلة في 1957.

## البطولات التي شارك فيها
- بطولة آسيا لكرة السلة